# 西明寺駅
西明寺駅（さいみょうじえき）は秋田県仙北市西木町門屋六本杉にある、秋田内陸縦貫鉄道秋田内陸線の駅である。

## 歴史
- 1970年（昭和45年）11月1日：国鉄角館線（現・秋田内陸線）の駅として開設[1][2]。当時は仙北郡西木村に所在。
- 1986年（昭和61年）11月1日：角館線が第三セクター秋田内陸縦貫鉄へ転換、同社の駅となる[1]。
- 2007年（平成19年）3月18日：この日より、急行もりよし全列車停車開始。

## 駅構造
単式ホーム1面1線を有する地上駅。
無人駅。駅舎は無いが、ホーム上に待合所が設置されている。

## 利用状況
| 1日乗降人員推移 | 1日乗降人員推移 |
| 年度            | 1日平均人数     |
| --------------- | --------------- |
| 2016年          | 18              |
| 2017年          | 13              |
| 2018年          | 14              |

## 駅周辺
仙北市西木町中心地で、駅周辺は旧角館線の他駅に比べ、民家が多い。
- 大国主神社
- 国道105号
- 仙北市役所西木庁舎（仙北市西木地域センター）
- 西明寺郵便局
- 桧木内川
- 西木温泉ふれあいプラザクリオン（徒歩15分）
  - ホリデーフリーきっぷ販売、湯けむりクーポン販売・提携施設・送迎バス運行。

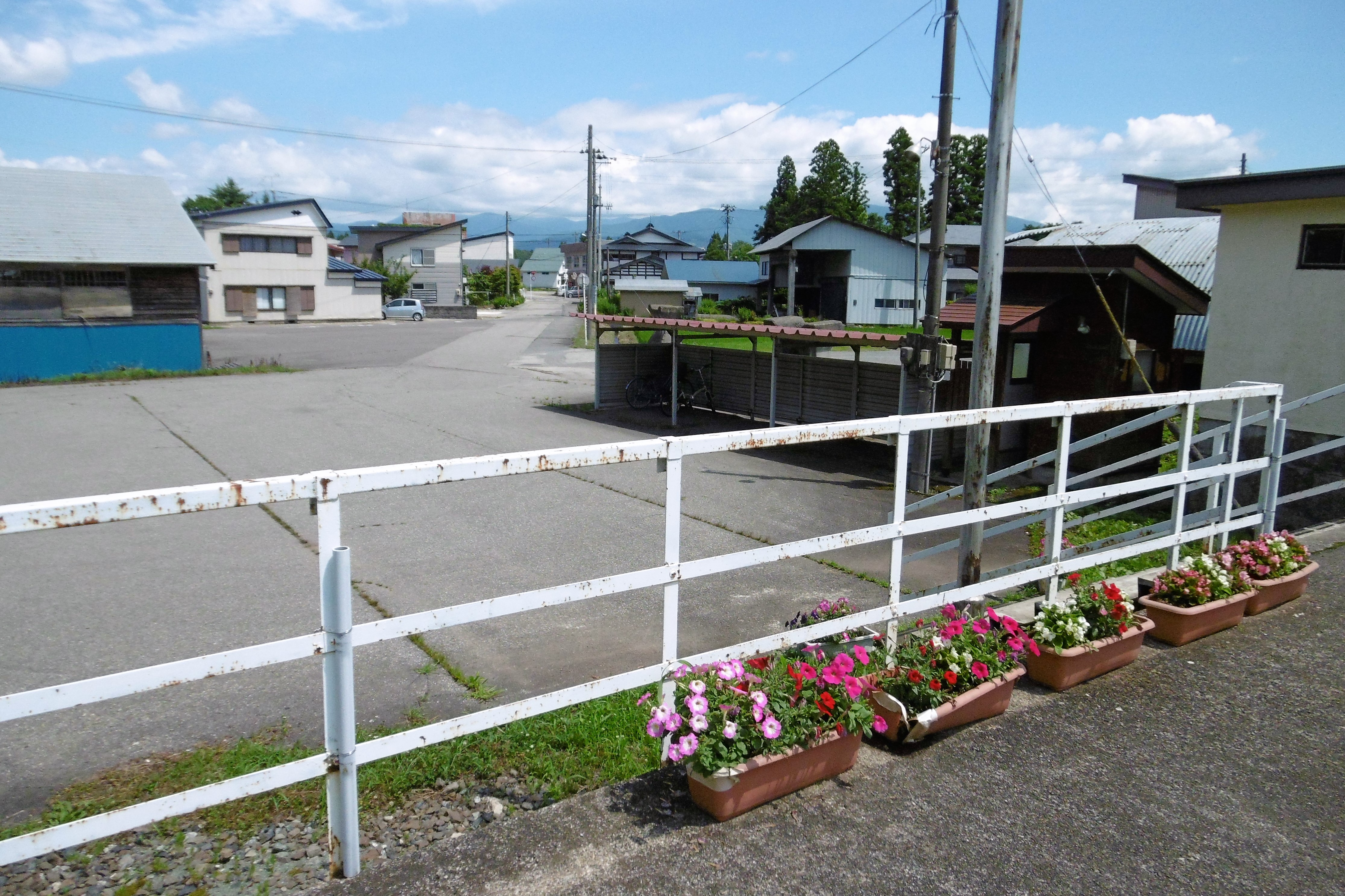
駅前の風景

## 隣の駅
秋田内陸縦貫鉄道
■秋田内陸線
- 急行「もりよし」停車駅

□快速
八津駅 - 西明寺駅 - （下りは羽後太田駅） - 角館駅
■普通
八津駅 - 西明寺駅 - 羽後太田駅